# 石塔頼房
石塔 頼房（いしどう よりふさ）は、南北朝時代の武将。足利氏支流・石塔氏の第3代当主。石塔義房の次子。兄・範家の死後に嫡子か。苗字は「石堂」とも表記される。

## 生涯
元応3年/元亨元年（1321年）、石塔義房の次子として誕生。
父と共に足利尊氏に仕え、各地を転戦して武功を挙げた。1335年に中務大輔。1349年まで播磨国這田荘の地頭職を得る。貞和5年/正平4年（1349年）に伊勢・志摩の守護職を与えられた。しかし、父・義房が陸奥における支配権をめぐって吉良貞家や畠山国氏らと抗争して失脚したため、観応の擾乱（室町幕府初期における実力者である足利直義と高師直の対立から生じた紛争）では、副将軍・直義に従って尊氏と敵対した。頼房は尊氏と畿内で主に戦い、一時は尊氏方を破って入京するまでに至り、その功績から直義より引付頭人に任じられた。
高師直排斥の計画が露見し、直義が大和国へ逃れると、直義を南朝に服従させ、正平5年/観応元年（1350年）に後村上天皇の詔を承り生駒山で挙兵。尊氏が播磨国の円教寺（現兵庫県姫路市）へ奔ると、後を追い、尊氏軍を撃破する。翌年末の尊氏・直義両陣営の決戦となった駿河薩埵山の戦いでは尊氏軍の正面を攻める上杉能憲と連携して父とともに搦め手に布陣していたが、敵方の宇都宮氏綱の参着などにより敗北。その後義房とともに新田義興・義宗兄弟らの勢力と共同して鎌倉・京都に何度も侵攻して尊氏や足利義詮と戦った。
1353年には義詮を、1354年には尊氏を近江に追い、正平16年/康安元年（1361年）12月、楠木正儀・細川清氏らと共に2代将軍の義詮を再び近江に奔らせ、暫く京で検断を司った。翌正平17年/康安2年（1362年）、摂津へ転戦し赤松光範を攻撃した。その後、貞治3年（1364年）頃に京を奪還した義詮に降伏した。 この後、出家し叔父である時宗の僧・国阿に弟子入りし、滋賀県大津市にある霊仙正福寺中興の祖となった。
応永20年（1413年）、死去。享年93。

## 子息
- 石塔頼世（よりよ） - 三河守を称す。3代将軍足利義満（義詮の子）の馬廻を務めた。（※一説に頼房の弟・義基の子とも）
- 石塔直房 - 名は忠房とも。足利直義（初め忠義）より偏諱を賜っており、早い段階から直義と近い関係にあったことがうかがえる。子に頼忠（よりただ）。

※頼世以降、石塔氏は記録には表れなくなった。

## 関連作品
テレビドラマ
- 『太平記』（1991年 NHK大河ドラマ） 演：内山森彦